# Liste des compagnies aériennes à Hong Kong
Ceci est une liste de compagnies aériennes qui ont un certificat d'opérateur aérien en cours de validité délivré par le directeur général de l'aviation civile de Hong Kong (Chinois traditionnel 民航處處長), et dont la supervision, reconnue par l'OACI, incombe au Département de l'aviation civile.

## Compagnies aériennes régulières
| Compagnie aérienne   | Compagnie aérienne (en chinois) | Image | OACI | IATA | Indicatif d'appel | Depuis             | Remarques                                           |
| -------------------- | ------------------------------- | ----- | ---- | ---- | ----------------- | ------------------ | --------------------------------------------------- |
| Cathay Pacific       | 國泰 航空公司                   |       | CPA  | CX   | CATHAY            | 1946               |                                                     |
| Greater Bay Airlines | 大 灣區 航空                    |       | HGB  | TBC  | GREATER BAY       | 2021 (à confirmer) |                                                     |
| Hong Kong Airlines   | 香港 航空                       |       | CRK  | HX   | BAUHINIA          | 2006               | Renommée depuis CR Airways (中 富 航空) (2001-2006) |
| HK Express           | 香港 快運 航空                  |       | HKE  | UO   | HONGKONG SHUTTLE  | 2004               | Renommé depuis 港 聯 航空 (2004-2006)               |

## Compagnies aériennes charter
| Compagnie aérienne      | Compagnie aérienne (en cantonais) | Image | OACI        | IATA        | Indicatif d'appel | Depuis                  | Remarques                               |
| ----------------------- | --------------------------------- | ----- | ----------- | ----------- | ----------------- | ----------------------- | --------------------------------------- |
| Heliservices            | 直昇機 服務 （香港）              |       | HSV         |             | VERTIFLIGHT       | 1978                    |                                         |
| Hong Kong Jet           | 香港 一                           |       | HKJ         |             |                   | 2011                    |                                         |
| Metrojet                | 美 美 用 用 美 美                 |       | MTJ         | -           | METROJET          | 1995                    |                                         |
| Sky Shuttle Helicopters | 空中 快 線 直升機                 |       | HHK         | 3E          | EAST ASIA         | 1997                    | Renommé depuis Heli Express (1997-2010) |
| TAG Aviation Asie       |                                   |       | TBJ         | -           |                   | 2006                    |                                         |
| Seaplane Hong Kong      | 水上飛機 （香港） 航空            |       | À confirmer | À confirmer | À confirmer       | 2021-2022 (à confirmer) |                                         |

## Compagnies aériennes cargo
| Compagnie aérienne   | Compagnie aérienne (en chinois) | Image | OACI | IATA | Indicatif d'appel | Depuis | Remarques |
| -------------------- | ------------------------------- | ----- | ---- | ---- | ----------------- | ------ | --------- |
| Air Hong Kong        | 香港 華 民 航空                 |       | AHK  | LD   | AIR HONG KONG     | 1988   |           |
| Cathay Pacific Cargo | 國泰 航空公司                   |       | CPA  | CX   | CATHAY            | 1946   |           |
| Hong Kong Air Cargo  | 香港 貨運 航空                  |       | HKC  | RH   | MASCOT            | 2017   |           |

## Voir également
- Liste des anciennes compagnies aériennes de Hong Kong
- Liste des aéroports de Hong Kong
- Liste des anciennes compagnies aériennes d'Asie

- Liste des compagnies aériennes
- Liste des compagnies aériennes en Asie
- Compagnies aériennes interdites d'exploitation dans l'Union européenne
- Liste des compagnies aériennes disparues en Asie
- Liste des compagnies aériennes en Europe